# Пентресс (Західна Вірджинія)
Пентресс (англ. Pentress) — переписна місцевість (CDP) в США, в окрузі Мононґалія штату Західна Вірджинія. Населення — 135 осіб (2020).

## Географія
Пентресс розташований за координатами 39°42′42″ пн. ш. 80°10′16″ зх. д. / 39.71167° пн. ш. 80.17111° зх. д. (39.711646, -80.171064).  За даними Бюро перепису населення США в 2010 році переписна місцевість мала площу 1,58 км², з яких 1,57 км² — суходіл та 0,01 км² — водойми.

## Демографія
Згідно з переписом 2010 року, у переписній місцевості мешкало 175 осіб у 79 домогосподарствах у складі 52 родин. Густота населення становила 111 особа/км².  Було 92 помешкання (58/км²).
Расовий склад населення:
| - 97,1 % — білих - 2,3 % — корінних американців |

До двох чи більше рас належало 0,6 %. Частка іспаномовних становила 0,6 % від усіх жителів.
За віковим діапазоном населення розподілялося таким чином: 17,7 % — особи молодші 18 років, 64,6 % — особи у віці 18—64 років, 17,7 % — особи у віці 65 років та старші. Медіана віку мешканця становила 44,7 року. На 100 осіб жіночої статі у переписній місцевості припадало 110,8 чоловіків;  на 100 жінок у віці від 18 років та старших — 114,9 чоловіків також старших 18 років.
Середній дохід на одне домашнє господарство  становив 46 640 доларів США (медіана — 31 630), а середній дохід на одну сім'ю — 46 640 доларів (медіана — 31 630). 
Цивільне працевлаштоване населення становило 97 осіб. Основні галузі зайнятості: освіта, охорона здоров'я та соціальна допомога — 51,5 %, сільське господарство, лісництво, риболовля — 34,0 %, транспорт — 7,2 %, науковці, спеціалісти, менеджери — 7,2 %.